# Liste des épisodes des Mystères de l'Ouest

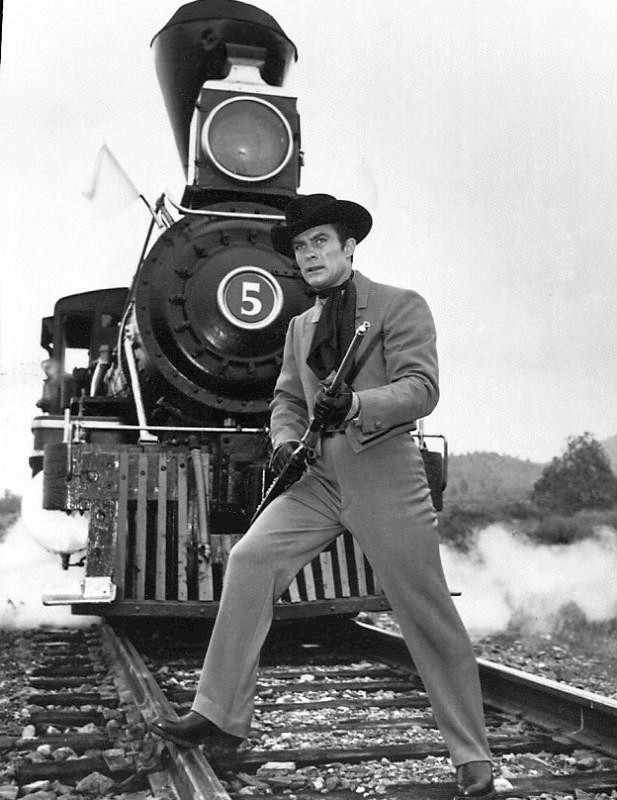
Robert Conrad.

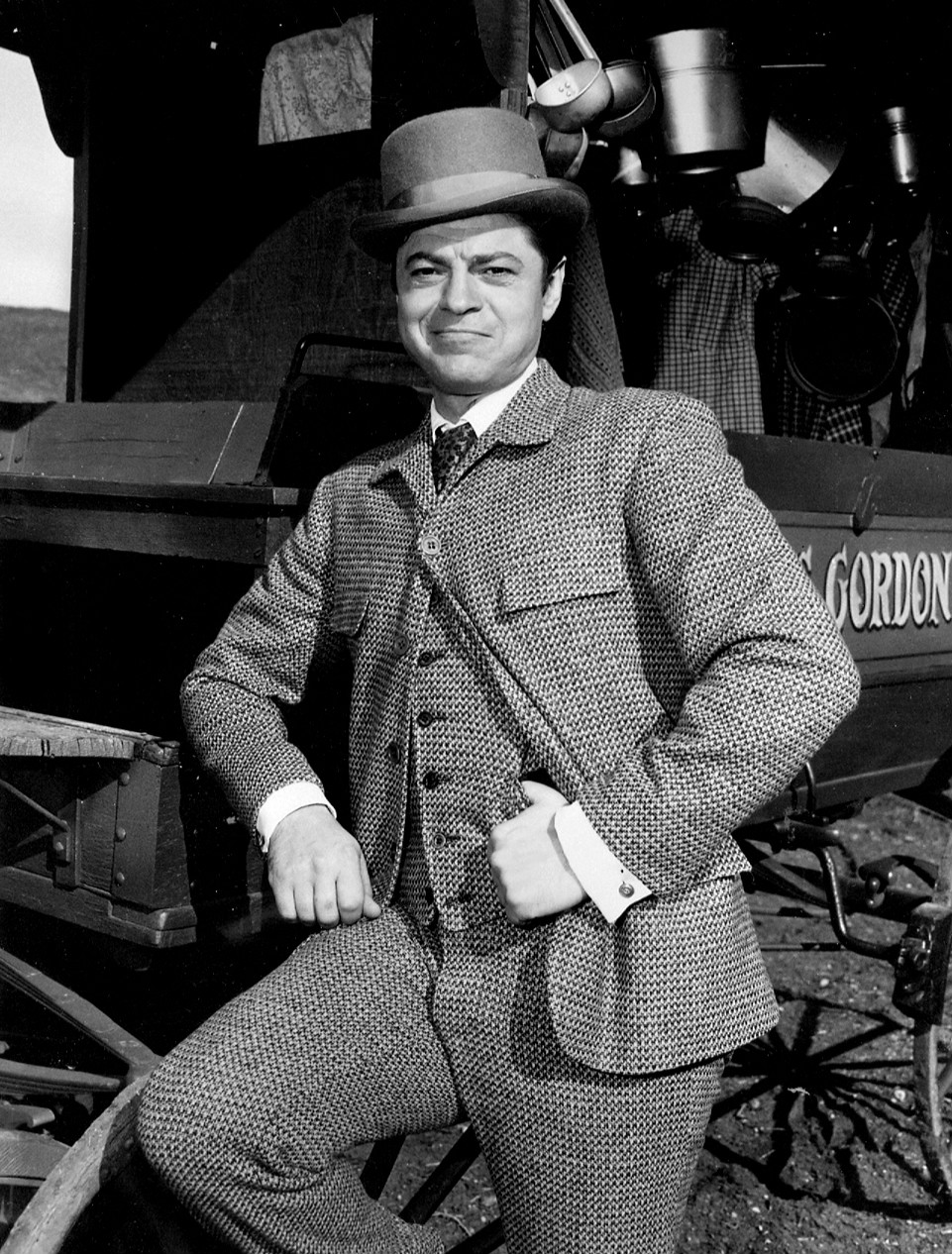
Ross Martin.

Cet article présente la liste des épisodes de la série télévisée américaine Les Mystères de l'Ouest (The Wild Wild West), dans l'ordre de leur diffusion à la télévision américaine, et non celui dans lequel ils ont été tournés. Il est recommandé pour un visionnage de la série de regarder les épisodes dans leur ordre de production plutôt que dans l'ordre répertorié ici. Pour la première saison la différence entre les deux ordres est minime, puisque seuls les épisodes 2, 3 et 4 ont été diffusés hors de la séquence chronologique. A contrario, la saison 4 voit son ordonnancement bouleversé, ce qui nuit au visionnage, puisque le personnage d'Artemus Gordon, absent pendant 9 épisodes chronologiquement, apparaît et disparaît aléatoirement. On peut noter aussi que le personnage de James West change de coiffure dans le courant de cette saison, et que l'ordre de diffusion fait que la coiffure oscille entre l'ancienne et la nouvelle d'un épisode à l'autre.

## Première saison (1965-1966)
1. La Nuit des ténèbres (The Night of the Inferno)
2. La Nuit du lit qui tue (The Night of the Deadly Bed) VOST
3. La Nuit de la terreur (The Night the Wizard Shook the Earth)
4. La Nuit de la mort subite (The Night of Sudden Death)
5. La Nuit du tueur désinvolte (Night of the Casual Killer) VOST
6. La Nuit des mille yeux (ou) La Nuit des Pirates du Mississippi (The Night of a Thousand Eyes)
7. La Nuit du cadavre fluorescent (The Night of the Glowing Corpse) VOST
8. La Nuit du bal fatal (The Night of the Dancing Death) VOST
9. La Nuit du couteau à double tranchant (The Night of the Double-Edged Knife)
10. La Nuit de la ville sans voix (The Night That Terror Stalked the Town) VOST
11. La Nuit du général Grimm (The Night of the Red-Eyed Madmen) VOST
12. La Nuit du détonateur humain (The Night of the Human Trigger) VOST
13. La Nuit du musée maudit (The Night of the Torture Chamber) VOST
14. La Nuit du phare hurlant (The Night of the Howling Light) VOST
15. La Nuit fatale (The Night of the Fatal Trap)
16. La Nuit des automates (The Night of the Steel Assassin)
17. La Nuit où le dragon cria (The Night the Dragon Screamed)
18. La Nuit orientale (The Night of the Grand Emir)
19. La Nuit des esprits de feu (The Night of the Flaming Ghost) VOST
20. La Nuit de l'attentat (The Night of the Whirring Death) VOST
21. La Nuit du marionnettiste (The Night of the Puppeteer) VOST
22. La Nuit des barreaux de l'enfer (The Night of the Bars of Hell) VOST
23. La Nuit du bison à deux pattes (The Night of the Two-Legged Buffalo) VOST
24. La Nuit du magicien (The Night of the Druid's Blood) VOST
25. La Nuit des conquistadors (The Night of the Freebooters) VOST
26. La Nuit de l'élixir de diamant (The Night of the Burning Diamond) VOST
27. La Nuit du printemps meurtrier (The Night of the Murderous Spring) VOST
28. La Nuit de la peste subite (The Night of the Sudden Plague) VOST

## Deuxième saison (1966-1967)
1. La Nuit des excentriques (The Night of the Eccentrics)
2. La Nuit du cobra d'or (The Night of the Golden Cobra)
3. La Nuit d'un monde nouveau (The Night of the Raven)
4. La Nuit des masques (The Night of the Big Blast)
5. La Nuit des revenants (The Night of the Returning Dead) avec Sammy Davis Jr.
6. La Nuit de la soucoupe volante (The Night of the Flying Pie Plate)
7. La Nuit du poison (The Night of the Poisonous Posey)
8. La Nuit des bagnards (The Night of the Bottomless Pit)
9. La Nuit de la sirène (The Night of the Watery Death)
10. La Nuit de la terreur verte (The Night of the Green Terror)
11. La Nuit du cadavre (The Night of the Ready-Made Corpse)
12. La Nuit de la maison hantée (The Night of the Man-Eating House)
13. La Nuit des assassins (The Night of the Skulls)
14. La Nuit de la machine infernale (The Night of the Infernal Machine)
15. La Nuit hors du temps (The Night of the Lord of Limbo)
16. La Nuit des traquenards (The Night of the Tottering Tontine)
17. La Nuit de la pierre philosophale (The Night of the Feathered Fury)
18. La Nuit de l'éléphant blanc (The Night of the Gypsy Peril)
19. La Nuit des cosaques (ou) La Nuit des Tartares (The Night of the Tartar)
20. La Nuit de la mariée (The Night of the Vicious Valentine)
21. La Nuit de l'ordre nouveau (The Night of the Brain)
22. La Nuit de la marée maudite (The Night of the Deadly Bubble)
23. La Nuit des tireurs d'élite (The Night of the Surreal McCoy)
24. La Nuit du fantôme du colonel (The Night of the Colonel's Ghost)
25. La Nuit de la mortelle floraison (The Night of the Deadly Blossom)
26. La Nuit de cristal (The Night of the Cadre)
27. La Nuit du loup (The Night of the Wolf)
28. La Nuit des bandits (The Night of the Bogus Bandits)

## Troisième saison (1967-1968)
1. La Nuit de la constitution (The Night of the Bubbling Death)
2. La Nuit du grand feu (The Night of the Firebrand)
3. La Nuit de la conspiration (The Night of the Assassin)
4. La Nuit de la mort du Dr Loveless (The Night Dr. Loveless Died)
5. La Nuit du pur-sang (The Night of Jack O'Diamonds)
6. La Nuit du samouraï (The Night of the Samurai)
7. La Nuit du pendu (The Night of the Hangman)
8. La Nuit du trésor des Aztèques (The Night of Montezuma's Hordes)
9. La Nuit du cirque de la mort (The Night of the Circus of Death)
10. La Nuit du faucon (The Night of the Falcon) VOST
11. La Nuit du vengeur (The Night of the Cut-throats)
12. La Nuit de la légion de la mort (The Night of the Legion of Death)
13. La Nuit du double jeu (The Night of the Turncoat)
14. La Nuit de la main d'acier (The Night of the Iron Fist) VOST
15. La Nuit de la princesse (The Night of the Running Death)
16. La Nuit de la flèche (The Night of the Arrow)
17. La Nuit du mannequin (The Night of the Headless Woman)
18. La Nuit des vipères (The Night of the Vipers)
19. La Nuit de la terreur cachée (The Night of the Underground Terror)
20. La Nuit de la mort masquée (The Night of the Death Masks)
21. La Nuit du mort-vivant (The Night of the Undead)
22. La Nuit de l'amnésique (The Night of the Amnesiac)
23. La Nuit de la bête (The Night of the Simian Terror)
24. La Nuit de la conjuration (The Night of the Death Maker)

## Quatrième saison (1968-1969)
1. La Nuit du kinétoscope (The Night of the Big Blackmail)
2. La Nuit du jugement (The Night of the Doomsday Formula)
3. La Nuit de l'engin mystérieux (The Night of the Juggernaut)
4. La Nuit de l'éternelle jeunesse (The Night of the Sedgewick Curse)
5. La Nuit des jeux dangereux (The Night of the Gruesome Games) VOST
6. La Nuit des monstres marins (The Night of the Kraken)
7. La Nuit des fugitifs (The Night of the Fugitives)
8. La Nuit du sarcophage (The Night of the Egyptian Queen)
9. La Nuit de l'homme oublié (The Night of Fire and Brimstone)
10. La Nuit de l'œil mémoire (The Night of the Camera)
11. La Nuit des cyclopes (The Night of the Avaricious Actuary)
12. La Nuit de la revanche (The Night of Miguelito's Revenge)
13. La Nuit du pélican (The Night of the Pelican)
14. La Nuit de la malédiction (The Night of the Spanish Curse)
15. La Nuit de la terreur ailée - 1re partie (The Night of the Winged Terror - Part 1)
16. La Nuit de la terreur ailée - 2e partie (The Night of the Winged Terror - Part 2)
17. La Nuit du trésor (The Night of the Sabatini Death)
18. La Nuit du Janus (The Night of the Janus)
19. La Nuit des pistoleros (The Night of the Pistoleros)
20. La Nuit de la diva (The Night of the Diva)
21. La Nuit du diamant (The Night of the Bleak Island)
22. La Nuit des Cosaques (The Night of the Cossacks)
23. La Nuit du conseil d'administration (The Night of the Tycoons)
24. La Nuit de l'épidémie (The Night of the Plague) VOST